# Begonia hispidissima
Espèce
Begonia hispidissima est une espèce de plantes de la famille des Begoniaceae. Ce bégonia est originaire d'Indonésie. L'espèce fait partie de la section Petermannia. Elle a été décrite en 1898 par Sijfert Hendrik Koorders (1863-1919), à la suite des travaux de Alexander Zippelius (1797-1828). L'épithète spécifique hispidissima signifie « très garnie de poils raides ». 

## Répartition géographique
Cette espèce est originaire du pays suivant : Indonésie.